# Iochroma confertiflorum
Iochroma confertiflorum är en potatisväxtart som först beskrevs av John Miers, och fick sitt nu gällande namn av A.T. Hunziker. Iochroma confertiflorum ingår i släktet Iochroma och familjen potatisväxter. Inga underarter finns listade i Catalogue of Life.